# Tamara Michailowna Markaschanskaja
Tamara Michailowna Markaschanskaja (russisch Тамара Михайловна Маркашанская; * 20. November 1954 in Smolensk, Sowjetunion) ist eine ehemalige sowjetische Skilangläuferin.

## Werdegang
Markaschanskaja debütierte im Februar 1983 im Skilanglauf-Weltcup in Kavgolovo und belegte dabei den neunten Platz über 20 km. Im Jahr 1983 siegte sie bei den sowjetischen Meisterschaften mit der Staffel. In der Saison 1983/84 errang sie in Reit im Winkl über 5 km und in Falun mit der Staffel jeweils den dritten Platz und erreichte zum Saisonende den neunten Platz im Gesamtweltcup. Beim Saisonhöhepunkt den Olympischen Winterspielen 1984 in Sarajevo kam sie auf den 13. Platz über 20 km. Ihren letzten Weltcuppunkt holte sie im März 1987 in Kavgolovo mit dem 15. Platz über 10 km klassisch.

## Weltcup-Gesamtplatzierungen
| Saison  | Platz | Punkte |
| ------- | ----- | ------ |
| 1982/83 | 35.   | 12     |
| 1983/84 | 9.    | 82     |
| 1986/87 | 56.   | 1      |